# Santo André de Poiares
Santo André de Poiares is een plaats (freguesia) in de Portugese gemeente Vila Nova de Poiares en telt 3728 inwoners (2001).